# St. Petrus (Upsprunge)

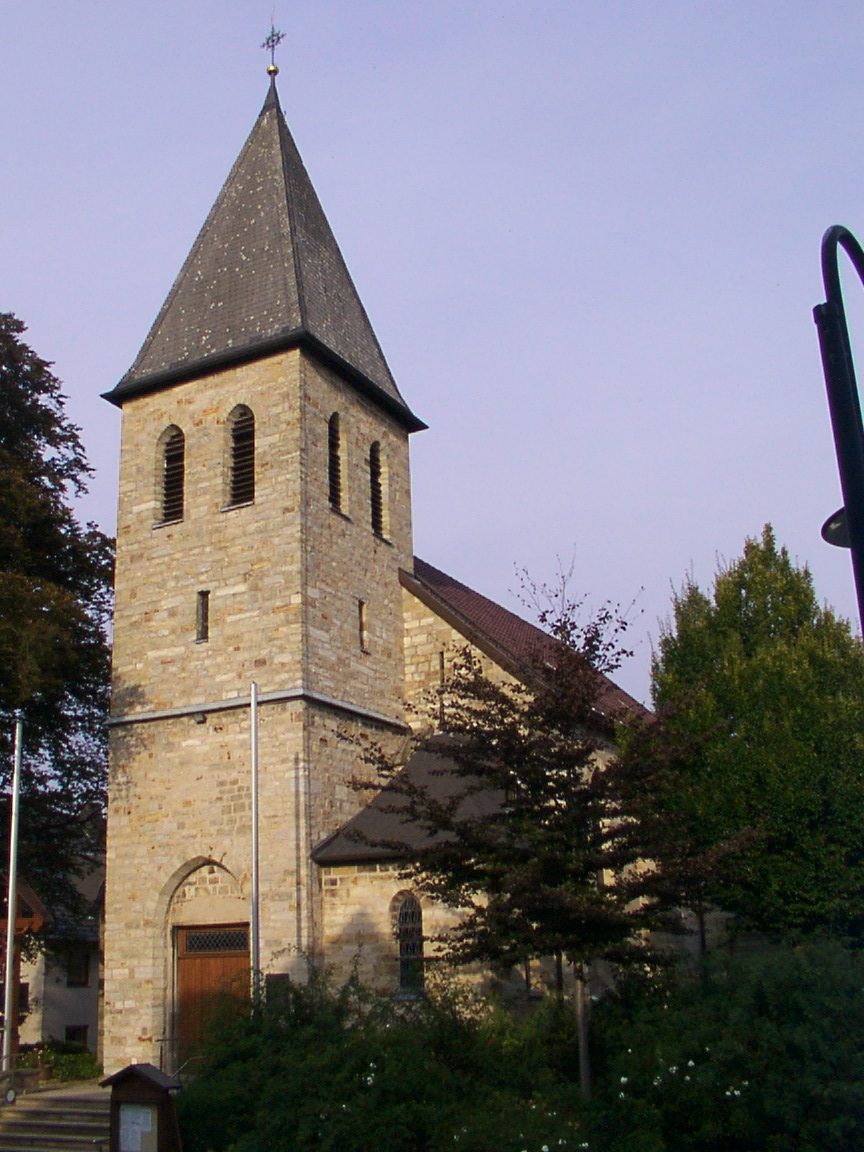
St.-Petrus-Kirche in Upsprunge

St. Petrus ist eine katholische Pfarrkirche in Upsprunge, einem Ortsteil im ostwestfälischen Salzkotten im Kreis Paderborn. Kirche und Gemeinde gehören zum Pastoralverbund Salzkotten im Dekanat Büren-Delbrück des Erzbistums Paderborn.

## Geschichte
Die Gemeinde Upsprunge wurde erstmals 1216 erwähnt. Bis 1256 gehörte Upsprunge zur Pfarrei in der Salzkottener Siedlung Vielsen. Danach gehörte Upsprunge zur Gemeinde St. Johannes Baptist in Salzkotten. 1425 wurde eine Kapelle in Upsprunge errichtet, die durch den Weihbischof Johannes von Korbach geweiht wurde.
Die heutige St.-Petrus-Kirche wurde in den Jahren 1895/96 nach Plänen des Bauunternehmens Altrogge erbaut. Am 18. Mai 1896 konnte Bischof Hubert Theophil Simar den Hochaltar von Ferdinand Mündelein aus Paderborn konsekrieren. 1900 wurde eine Orgel (Größe II/12) von F. W. Stegerhoff, Paderborn eingebaut.
Am 18. April 1907 wurde der erste Vikar in Upsprunge eingeführt und zog in das Pfarrhaus ein, welches 1906/07 erbaut wurde. 1920 wurde die Vikarie zur eigenständigen Pfarrei erhoben und der bisherige Vikar zum Pfarrer ernannt.
1977 wurde die Kirche umfassend renoviert und ein neuer Zelebrationsaltar gemäß dem Zweiten Vatikanischen Konzil in die Kirche eingebracht.

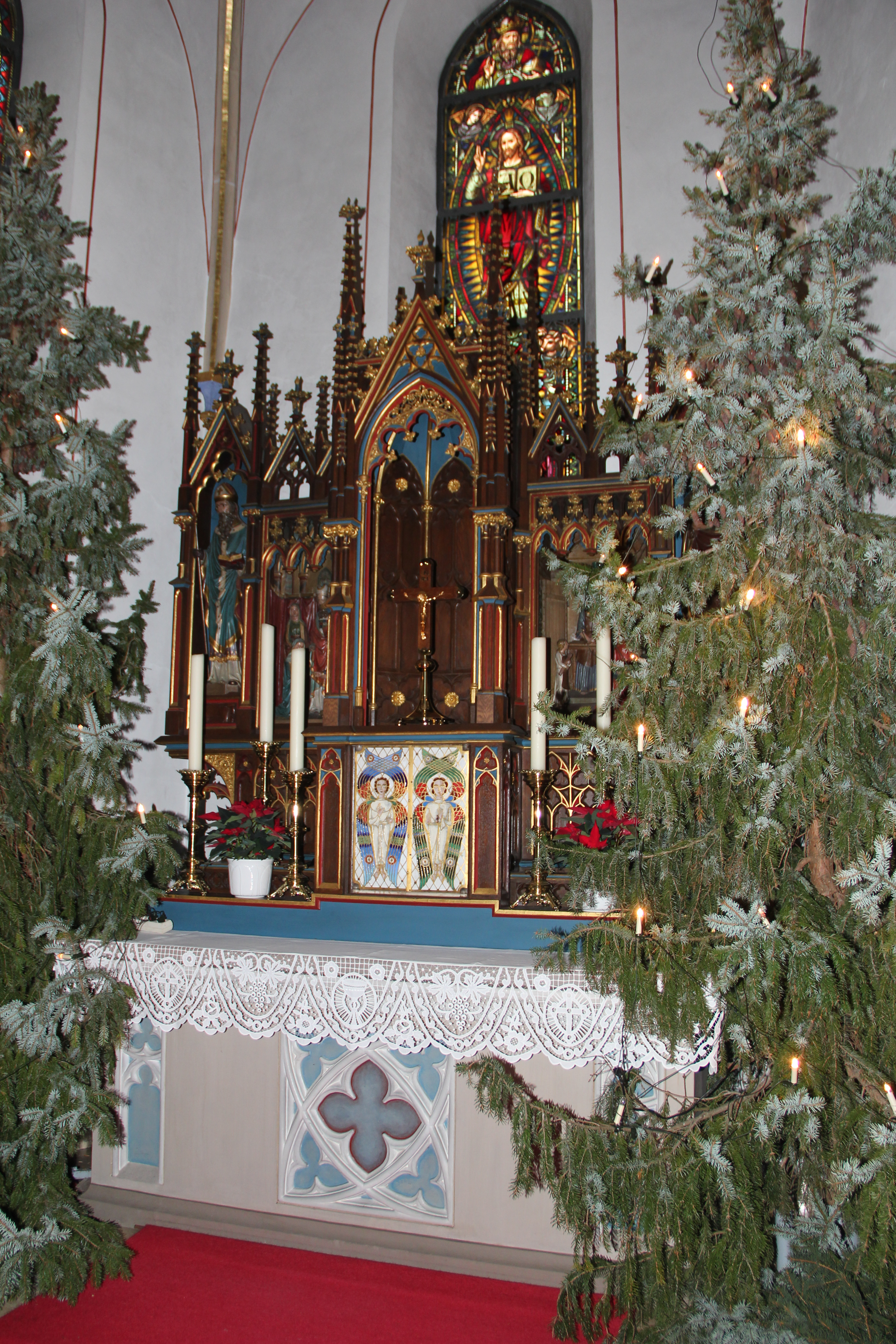
Hochaltar der St. Petrus-Kirche in der Weihnachtszeit

## Pfarrer
In der Gemeinde Upsprunge haben lediglich drei Pfarrer ihren Dienst versehen:
- 1907–1920 Franz Drees (Vikar)
- 1920–1940 Franz Drees (Pfarrer)
- 1940–1965 Johannes Reker
- 1965–1971 Franz Meyer

Danach bekam die Gemeinde keinen eigenen Seelsorger zugeteilt. Bis 1986 wurde Pfarrer Heinrich Redemann zum Pfarrverwalter ernannt, ebenso Hans-Josef Rüsing. Dabei wurden sie von Vikaren und Subsidiaren unterstützt. Seit 1984 sind Gemeindereferenten für die Pastoralen Aufgaben außerhalb der Gottesdienste zuständig.